# بلانش مونتل
بلانش مونتل (فارسی: Blanche Montel؛ ‏۱۴ اوت ۱۹۰۲ – ۳۱ مارس ۱۹۹۸) یک هنرپیشه اهل فرانسه بود.

## گزیده فیلمشناسی
- سه تفنگدار (فیلم ۱۹۳۲)